# Tri Phương, Tiên Du
Tri Phương là một xã thuộc huyện Tiên Du, tỉnh Bắc Ninh, Việt Nam.
Xã Tri Phương có diện tích 5,69 km², dân số năm 2020 là 9982 người, mật độ dân số đạt 1754 người/km². Xã Tri Phương gồm 4 thôn: thôn Lương, thông Đinh, thôn Giáo và thôn Cao Đình. Trong khi các văn phòng Đảng Ủy, ban Công An, tram Y tế, trường học được đặt tại địa phận thôn Đinh thì thôn Lương lại là thôn mang đậm bản sắc văn hoá của xã và là trung tâm kinh tế của Tri Phương.

## Địa lý
- Phía bắc giáp xã Hoàn Sơn
- Phía đông giáp xã Phật Tích và xã Cảnh Hưng
- Phía tây giáp xã Đại Đồng
- Phía tây nam tiếp giáp với xã Trung Mầu (Gia Lâm, Hà Nội)
- Phía nam giáp xã Đình Tổ (Thuận Thành) với ranh giới là sông Đuống.